# Reichskommissar
Reichskommissar (Duits voor 'Rijkscommissaris') was tijdens het Duitse Keizerrijk (1871-1918) en nazi-Duitsland (1933-1945) een titel voor bepaalde gouverneurs met bijzondere bevoegdheden. In het Duitse Keizerrijk betrof het gouverneurs die waren belast met overzeese taken, in nazi-Duitsland ging het voor het uitbreken van de Tweede Wereldoorlog om de hoogste Duitse ambtenaar die een gebied met etnische Duitsers dat onderdeel van het Duitse Rijk was geworden bestuurde en daarna om de hoogste Duitse ambtenaar in bezet gebied. Arthur Seyss-Inquart was bijvoorbeeld Reichskommissar voor het bezette Nederland.
| Naam                                     | Van              | Tot              | Functie                                                                                             |
| ---------------------------------------- | ---------------- | ---------------- | --------------------------------------------------------------------------------------------------- |
| Karl Brandt (1904-1948)                  | 25 augustus 1944 | 20 april 1945    | Reichskommissar für das Sanitäts- und Gesundheitswesens                                             |
| Josef Bürckel (1895-1944)                | 11 februari 1935 | 31 maart 1941    | Reichskommissar für die Rückgliederung des Saargebiets                                              |
| Josef Bürckel (1895-1944)                | 23 april 1938    | 31 maart 1940    | Reichskommissar für die Wiedervereinigung Österreichs mit dem Deutschen Reich                       |
| Gottfried Feder (1883-1941)              | 1 april 1933     | 6 december 1934  | Reichskommissar für das Siedlungswesen                                                              |
| Hans Fischböck (1895-1967)               | 1944             | 30 april 1945    | Reichskommissar für die Preisbildung                                                                |
| Hans Frank (1900-1946)                   | 25 april 1933    | 19 december 1934 | Reichskommissar für die Gleichschaltung der Justiz                                                  |
| Carl Friedrich Goerdeler (1884-1945)     | 5 november 1933  | 1 juli 1935      | Reichskommissar für die Preisbildung                                                                |
| Günther Gereke (1893-1970)               | 30 januari 1933  | 30 maart 1933    | Reichskommissar für Arbeitsbeschaffung                                                              |
| Hermann Göring (1893-1946)               | 30 januari 1933  | 28 april 1933    | Reichskommissar für Luftfahrt                                                                       |
| Karl Ritter von Halt (1891-1964)         | 25 maart 1943    | 30 april 1945    | Reichskommissar für den Sport                                                                       |
| Konrad Henlein (1898-1945)               | 1 oktober 1938   | 1 mei 1939       | Reichskommissar für Sudetendeutschland                                                              |
| Konstantin Hierl (1875-1955)             | 6 juli 1934      | 30 april 1945    | Reichskommissar für den Arbeitsdienst                                                               |
| Bernd Freiherr von Kanne (1884-1967)     | 4 augustus 1933  | 30 april 1945    | Reichskommissar für Milch- und Fettwirtschaft, na 5 november 1934 ook Durchführung der Marktordnung |
| Josef Grohé (1902-1987)                  | 19 juli 1944     | 15 december 1944 | Reichskommissar für die besetzten Gebiete in Belgien und Nordfrankreich                             |
| Wilhelm Keppler (1882-1960)              | Maart 1938       | Juli 1938        | Reichskommissar für Österreich                                                                      |
| Jean Puppe (1882-1941)                   | 30 juni 1934     | 21 januari 1937  | Reichskommissar für Rohstoffwirtschaft                                                              |
| Carl von Sachsen-Coburg (1884-1954)      | april 1933       | 30. april 1945   | Reichskommissar für das Kraftfahrwesen                                                              |
| Franz Seldte (1882-1947)                 | 30 januari 1933  | 6 juli 1934      | Reichskommissar für den Arbeitsdienst                                                               |
| Arthur Seyss-Inquart (1892-1946)         | 19 mei 1940      | 30 april 1945    | Reichskommissar für die bezetzten niederländischen Gebiete                                          |
| Friedrich Syrup (1881-1945)              | 25 maart 1933    | 30 maart 1933    | Reichskommissar für Arbeitsbeschaffung (beauftragt)                                                 |
| Hans von Tschammer und Osten (1887-1943) | 27 april 1933    | 25 maart 1943    | Reichskommissar für den Sport                                                                       |
| Josef Terboven (1898-1945)               | 24 april 1940    | 30 april 1945    | Reichskommissar für die besetzten norwegischen Gebiete                                              |
| Josef Wagner (1899-1945?)                | 29 oktober 1936  | 1944             | Reichskommissar für die Preisbildung                                                                |
| Erich Wienbeck (1876-1949)               | 22 maart 1933    | 30 april 1945    | Reichskommissar für den gewerblichen Mittelstand                                                    |